# Calle 85 (Manhattan)
La calle 85 corre hacia el oeste, que va desde East End Avenue hasta Riverside Drive en el distrito de Manhattan en la ciudad de Nueva York (Estados Unidos).
En la Quinta Avenida, desemboca en la transversal de la calle 86, que recorre de este a oeste el Central Park y se dirige desde el Upper East Side (donde se conoce como East 85th Street) hasta West 86th Street en el Upper West Side. West 85th Street se reanuda una cuadra al sur del extremo occidental de la transversal. Incluye puntos de referencia como Lewis Gouverneur y Nathalie Bailey Morris House en 100 East 85th Street, el reloj de la acera en East 85th Street y la Tercera Avenida, el Yorkville Bank Building en 201–203 East 85th Street, Red House en 350 West 85th Street, y la Escuela Secundaria Regis.

## Historia
En 1837, la Junta de Concejales de la ciudad de Nueva York votó inicialmente para no aprobar, pero posteriormente aprobó, la apertura de East 85th Street entre la Tercera Avenida y la Quinta Avenida, que el Comité de Carreteras y Canales había presentado como resolución sobre la petición. de propietarios de inmuebles en la calle. En 1839, la Junta de Concejales aprobó la apertura de West 85th Street entre la Quinta Avenida y la Novena Avenida.
En la década de 1840, se había creado un tramo corto designado como West 85th Street como un carril estrecho al este de Eighth Avenue. La mayor parte de West 85th Street se diseñó después de la guerra civil estadounidense. Sin embargo, hasta la década de 1880, el ritmo de desarrollo de la calle fue lento. En ese momento, luego de una mejora en el transporte público, la gente comenzó a especular con la propiedad en la calle.
En 1971, John Corry del Times escribió una serie de historias sobre la vida en West 85th Street entre Central Park y Columbus Avenue.

## Transporte
No hay estaciones de metro de la ciudad de Nueva York ubicadas en la calle. Sin embargo, varios están en la cercana calle 86 : 
- Calle 86 en los trenes N, Q y R en la Segunda Avenida
- Calle 86 en los trenes 4, 5, 6 y <6> en la avenida Lexington
- Calle 86 en los trenes 1 y 2 en Broadway
- Calle 86 en los trenes A, B y C en Central Park Oeste

## Lugares notables y residentes
Hay varios hitos en la calle 85.
En 100 East 85th Street está la Casa Lewis G. Morris, adosada en ladrillo rojo, construida entre 1913 y 1914 y de estilo neofederal. Su arquitecto fue Ernest Flagg. Fue designada hito por la Comisión de Preservación de Monumentos Históricos de la Ciudad de Nueva York en 1973 y se agregó al Registro Nacional de Lugares Históricos en 1977.
La Congregación Kehilath Jeshurun (originalmente "Anshe Jeshurun"), una sinagoga ortodoxa moderna fundada por inmigrantes judíos rusos en 1872, está ubicada en 125 East 85th Street, entre Park Avenue y Lexington Avenue, en un edificio construido en 1902. La división inferior de la Escuela Ramaz, una escuela preparatoria judía ortodoxa moderna privada y mixta, comparte un edificio con la congregación.
El German American Bund, una organización nazi estadounidense, tuvo su sede nacional en 178 East 85th Street desde 1936 hasta principios de la década de 1940, y ocasionalmente desfilaba por el vecindario con uniformes nazis.
Park Lane Tower, el edificio de apartamentos de gran altura en forma de L de 35 pisos que se muestra en los créditos iniciales del programa de televisión The Jeffersons (1975-1985), está ubicado en 185 East 85th Street y Third Avenue. Diseñada por el arquitecto Hyman Isaac Feldman y terminada en 1967, la estructura de ladrillo beige presenta distintivos balcones redondeados en las esquinas y balcones en ángulo en los costados.
El reloj de la acera en East 85th Street y Third Avenue, que data de finales de 1800 y probablemente producido por E. Howard & Co., fue designado un hito patrimonial en 1981. Construido para parecerse a un reloj de bolsillo, mide 15 pies (4,6 m) de altura incluida su base.
En 201–203 East 85th Street, el Yorkville Bank Building (1905), un edificio de cuatro pisos diseñado por Robert Maynicke, fue designado monumento en 2012.
El fabricante de instrumentos Vincent Bach fabricó trompetas y boquillas de trompeta en 204 East 85th Street a principios del siglo XX.
El edificio en 209 East 85th Street fue construido en 1919 como la sala de unión de la Unión de Protección Mutua Musical.
Minnie Marx y Sam Marx, los padres y gerente de los Hermanos Marx, vivían en 330 East 85th Street.
La casa de tablillas de tablillas en 412 East 85th Street se construyó alrededor de 1855. Fue restaurado en 1988 por el arquitecto Alfredo De Vido.
El autor Henry Miller, quien escribió Trópico de Cáncer, nació en 1891 en el último piso y vivió en 450 East 85th Street.
La autora Louise Fitzhugh vivía en 524 East 85th Street, entre East End y York Avenues, y su heroína "Harriet" en Harriet the Spy vivía en el área.
El edificio modernista de vidrio en 525 East 85th Street fue construido en 1958. Su arquitecto fue Paul Mitarachi.

### Central Park
La transversal de la calle 86 atraviesa Central Park y está directamente debajo del embalse Jacqueline Kennedy Onassis. A principios de la década de 1880, la mayor parte del tráfico que cruzaba la ciudad en el área viajaba por él. En 1917, los Ferrocarriles de Nueva York atravesaron la carretera transversal dde 1 km en la Calle 85, desde la Octava Avenida a través de Central Park hasta la Avenida Madison.
El Southwest Reservoir Bridge, en 85th Street en Central Park, fue diseñado por Calvert Vaux y está decorado con una elegante ornamentación de volutas florales de hierro a lo largo de sus 12 m de barandillas y antepechos.
El sitio de Seneca Village está en Central Park, cerca de West 85th Street. Andrew Williams compró los tres lotes en los que se estableció el pueblo en 1825 por 125 dólares (3000 en dólares actuales) y los vendió a la ciudad de Nueva York tres décadas después por 2335 (67 900 en dólares actuales). El A mediados del siglo XIX tenía aproximadamente 225 residentes, tres iglesias, dos escuelas y tres cementerios. La Iglesia Episcopal Metodista Africana de Sion estaba en este lugar.
El Spector Playground está ubicado en Central Park, cerca de West 85th Street.
Mariners' Gate está en Central Park y West 85th Street, en una entrada al parque. El nombre de la puerta se eligió porque reflejaba uno de los tipos de personas que se esperaba que disfrutaran del parque en el momento en que se construyó el parque.

### Lado oeste
Rossleigh Court en 1 West 85th Street, construido entre 1906 y 1907, fue diseñado por Mulliken y Moeller y construido por Gotham Building and Construction. Siguió el popular modelo "French Flat" en un estilo Beaux-Arts. La novelista Ellen Glasgow vivía en el edificio durante unos meses cada año a principios del siglo XX.
44 West 85th Street fue la ubicación del Nippon Club de la ciudad de Nueva York, un club social privado fundado en 1905 por Jōkichi Takamine para japoneses estadounidenses y ciudadanos japoneses, a principios del siglo XX.
En 140 West 85th Street, se puede ver una conífera en peligro de extinción llamada Dawn Redwood ( metasequoia glyptostroboides ).
Mannes College of Music es una escuela de música ubicada en 150 West 85th Street, que se mudó allí en 1984 en busca de locales más grandes.
329, 331, 333, 335 y 337 West 85th Street se construyeron en 1890-1891. Son de piedra rojiza y ladrillo estilo Reina Ana y neorrománico. El periodista Heywood Broun y la feminista Ruth Hale vivían en 333 West 85th Street.
En la esquina de West 85th Street y West End Avenue, se puede ver una especie de planta leñosa de arce japonés ( acer palmatum ).
Red House en 350 West 85th Street, entre West End Avenue y Riverside Drive, se construyó en 1903–04, y el edificio gótico/renacentista francés de seis pisos se designó como un hito en 1982. Fue uno de los primeros edificios de apartamentos en el área, reemplazando a las casas adosadas anteriores. La escritora Dorothy Parker vivió aquí una vez.

## Galería

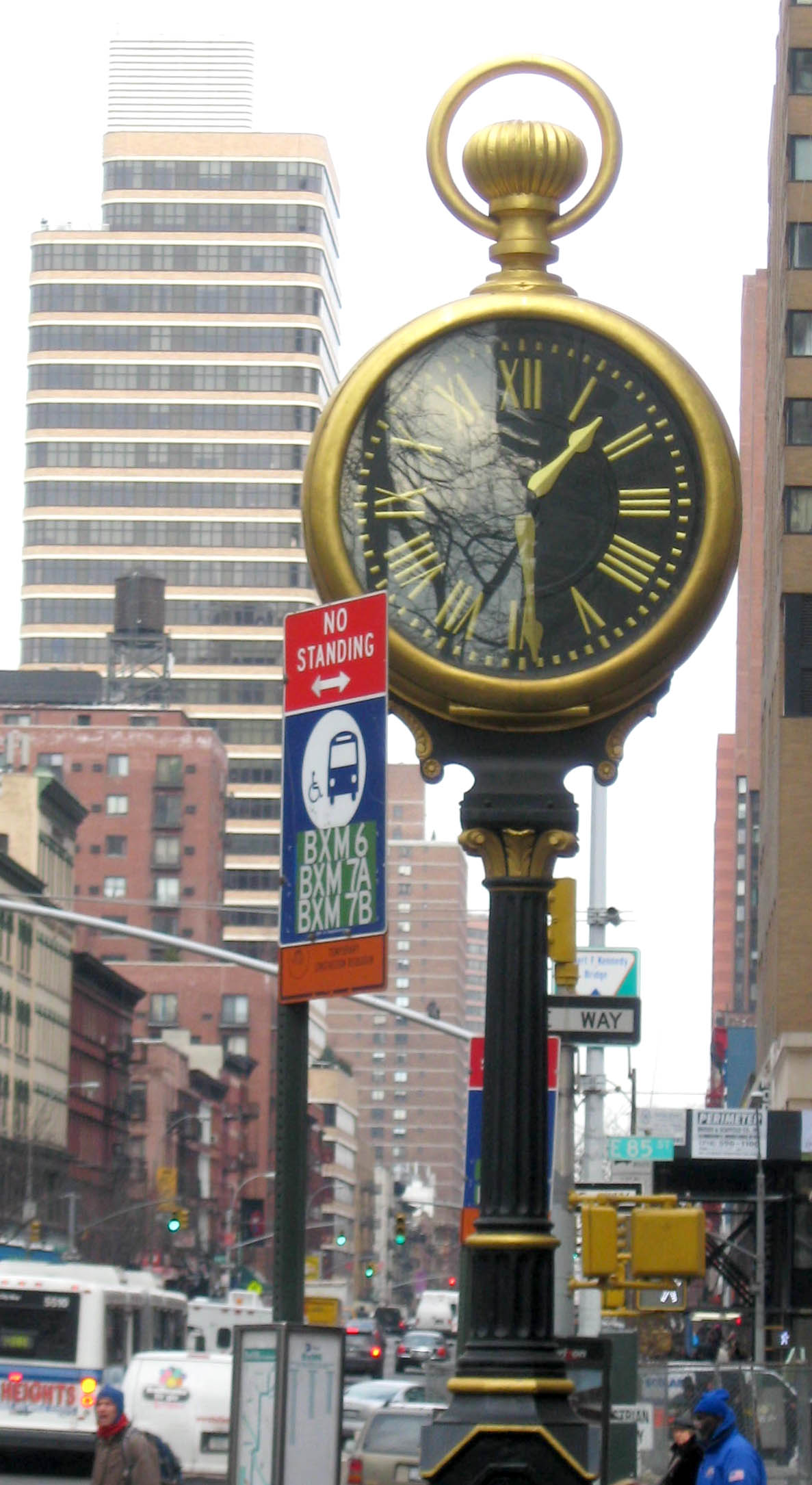
Reloj en East 85th Street y Third Avenue
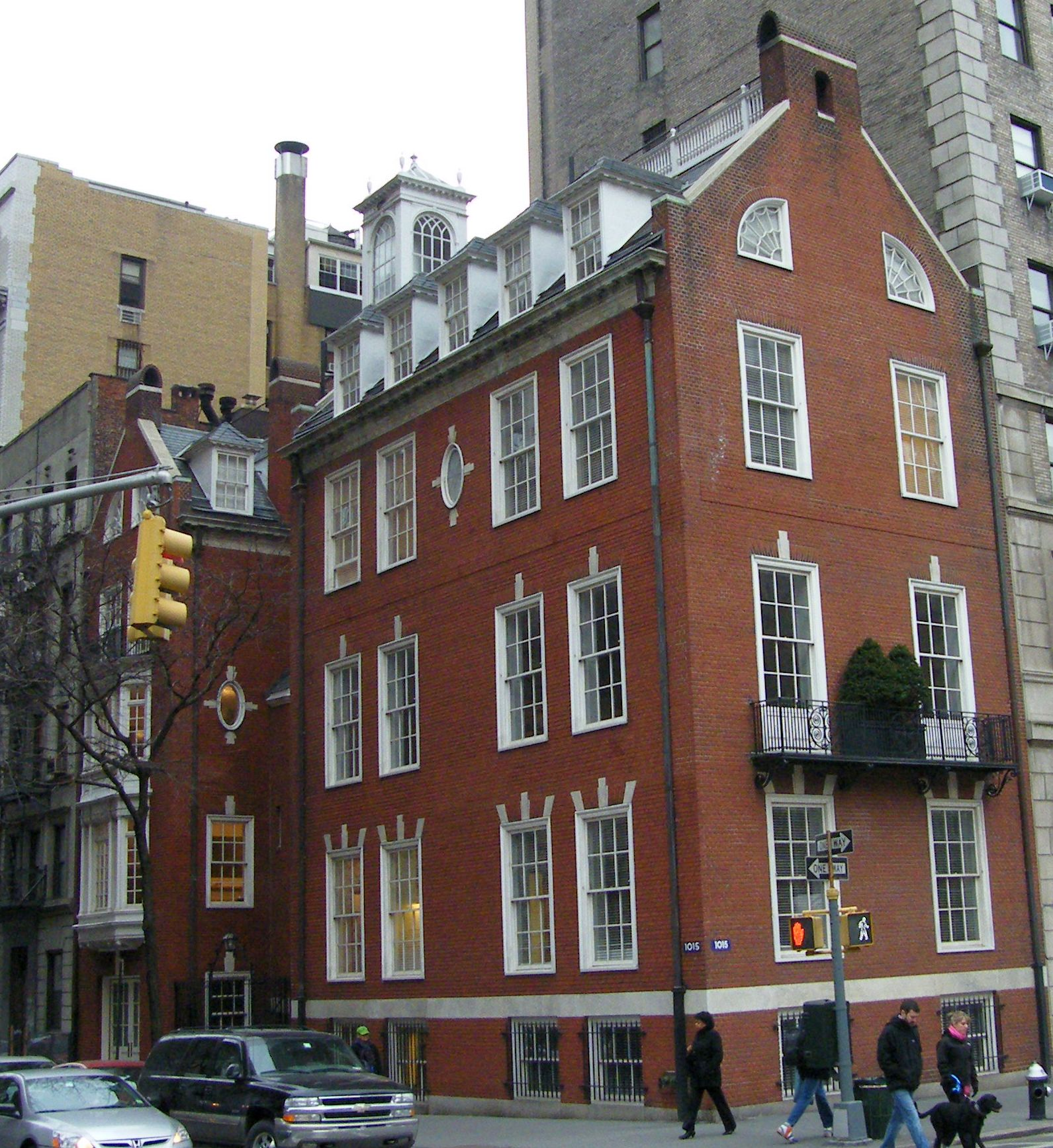
Casa Lewis Gouverneur y Nathalie Bailey Morris
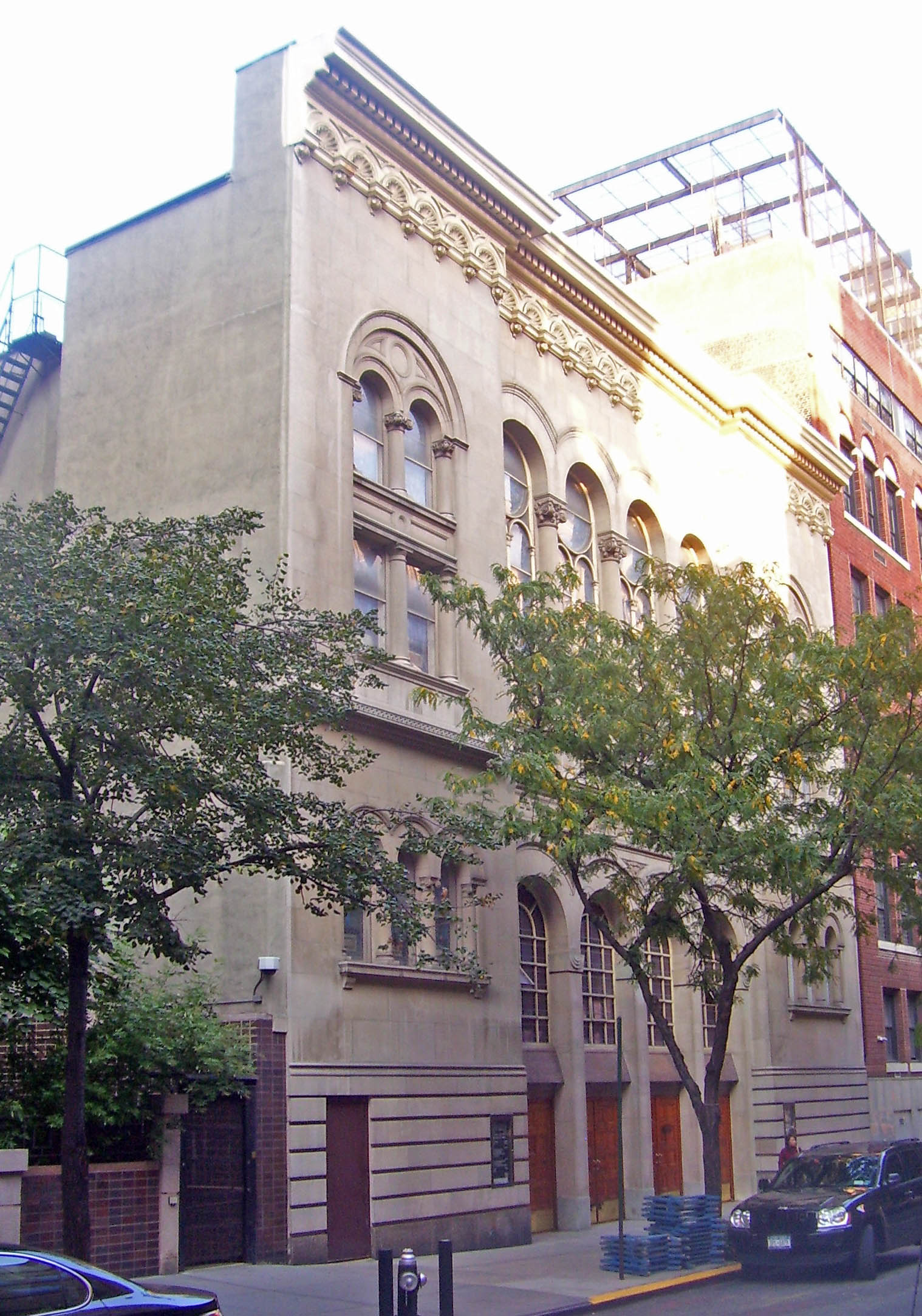
Congregación Kehilat Jeshurun
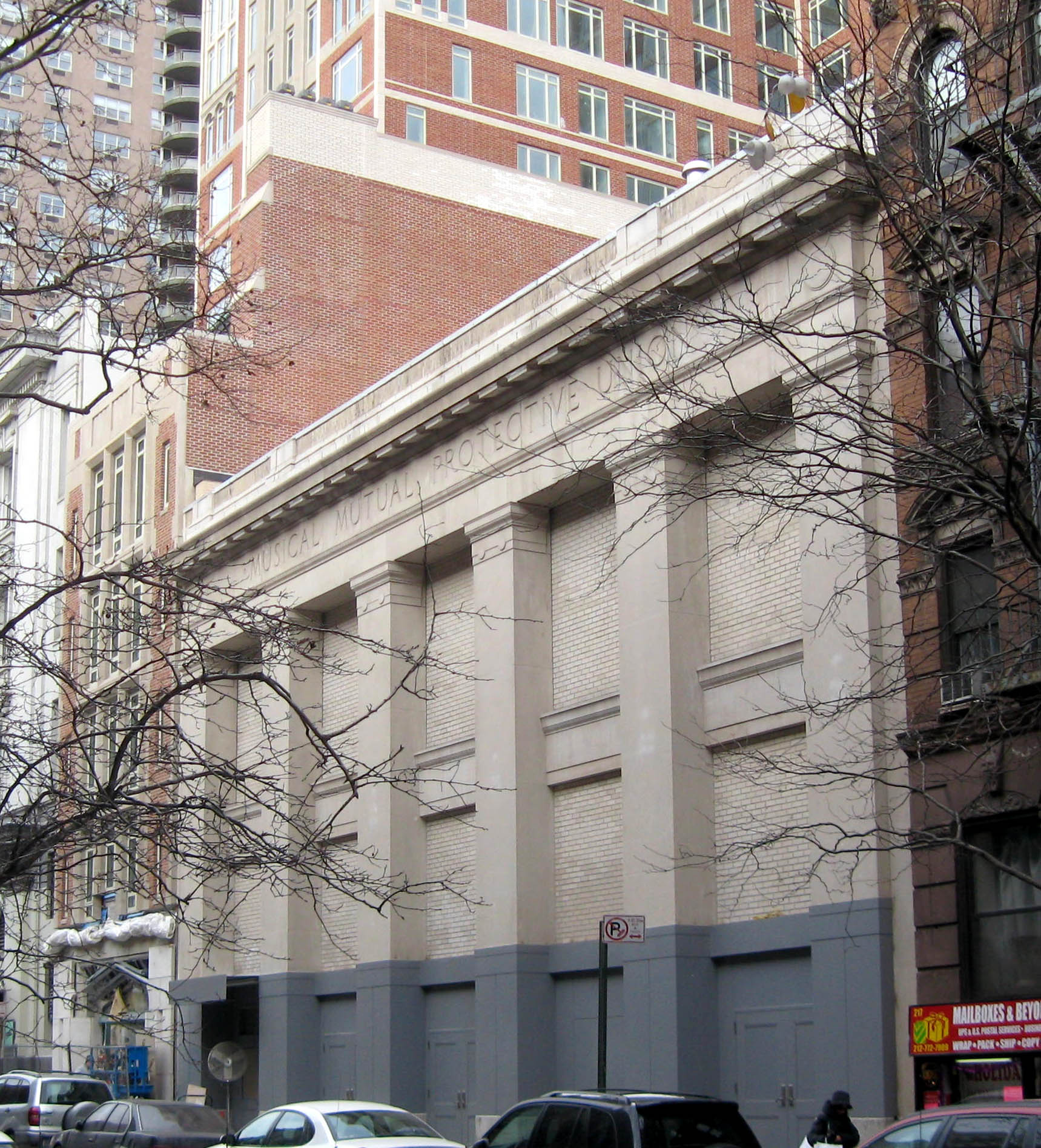
La Unión Protectora Mutua Musical
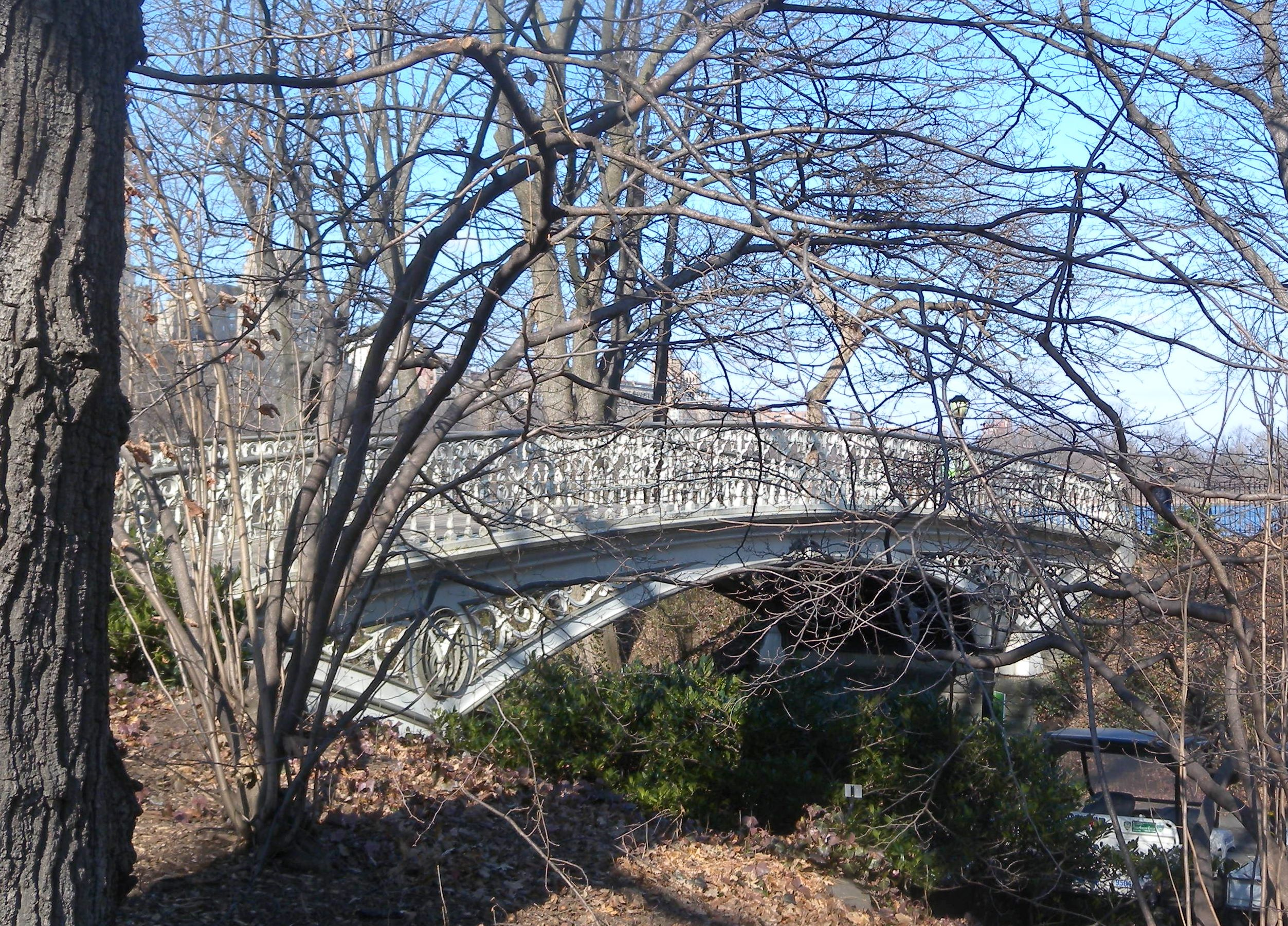
Puente del embalse del suroeste
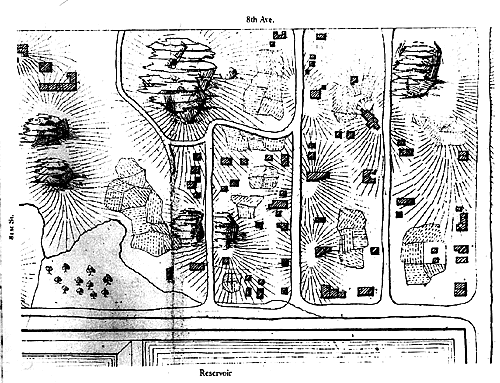
Mapa de Seneca Village (Egbert Viele, alrededor de 1857)
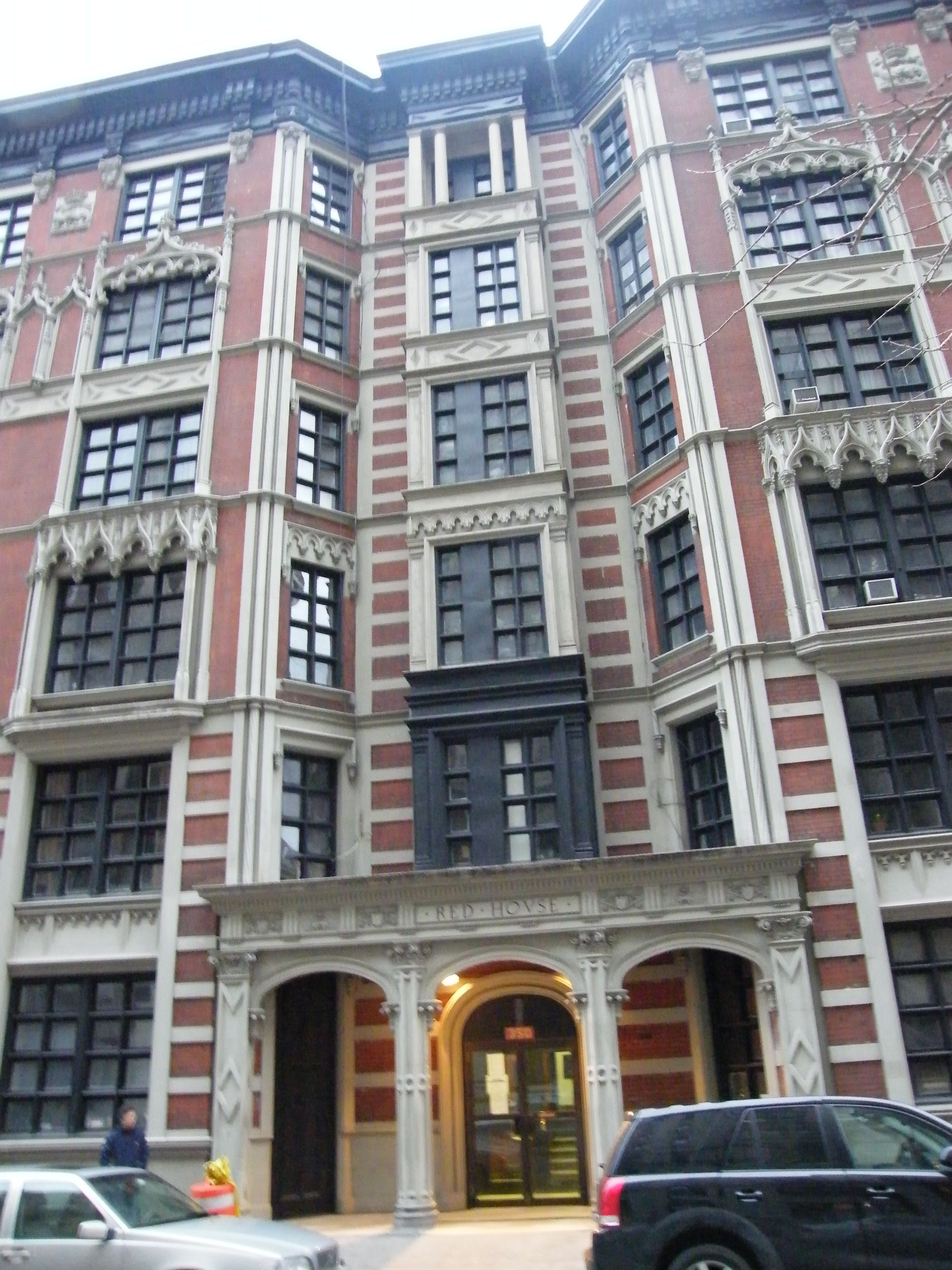
Casa Roja
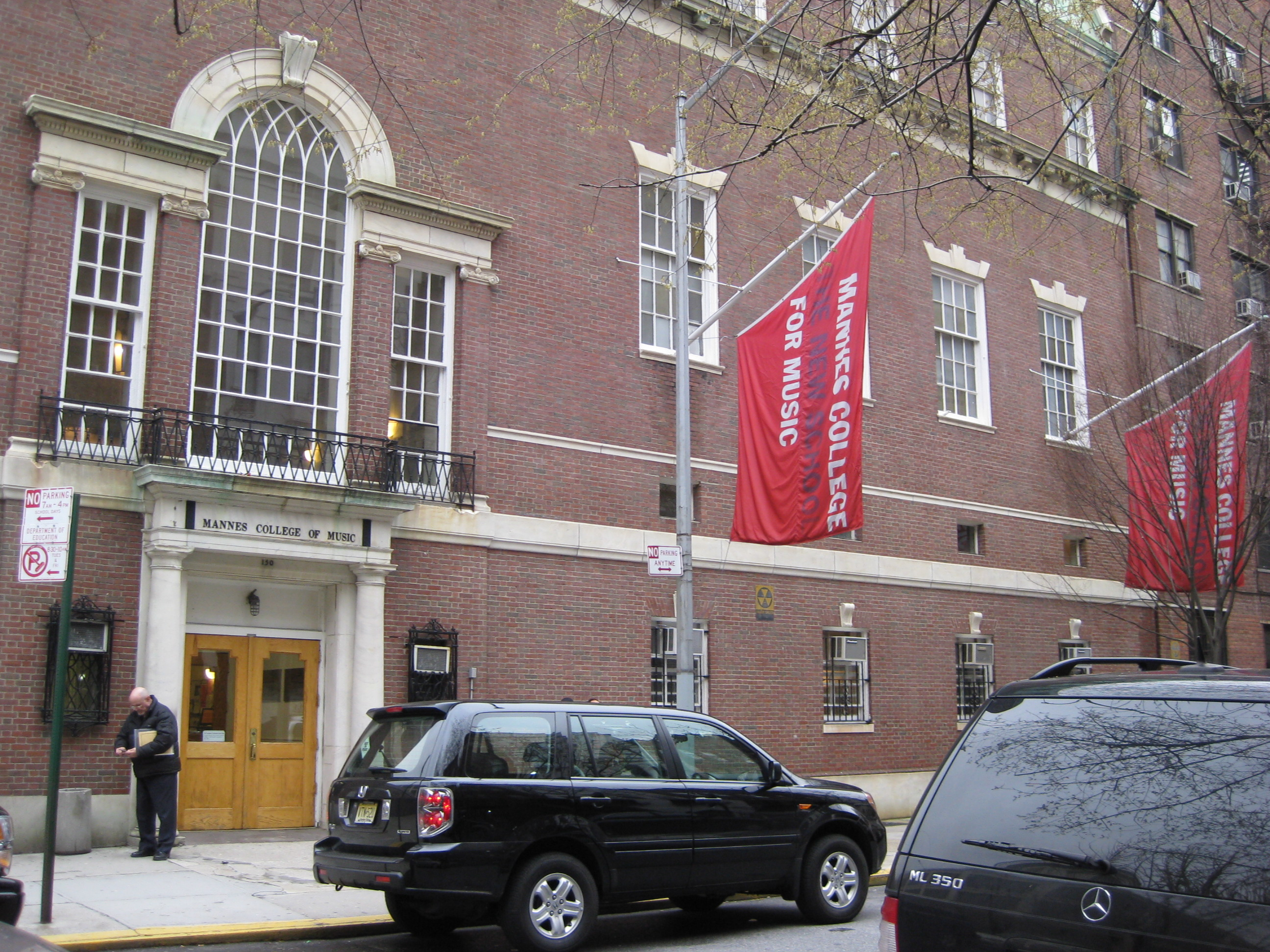
Mannes School of Music